# Lochinvar
Lochinvar ist der Name eines etwa 1000 × 500 Meter großen Sees in Schottland, der im Verwaltungsbezirk Dumfries and Galloway fünf Kilometer nordöstlich der Stadt St John’s Town of Dalry liegt. Aus dem Lochinvar speist sich der Lochinvar Burn, der nach Süden in den Fluss Water of Ken einmündet.
Der Name Lochinvar stammt aus der Schottisch-Gälischen Sprache, in der er Loch an barr lauten würde. Er bedeutet See auf der Bergspitze. Das Lochinvar war namensgebend für die aristokratischen Titel Baron of Lochinvar und Laird of Lochinvar.

## Heutige Nutzung
In den 1960er Jahren wurde der Seespiegel im Zuge eines Wasserkraft-Projektes durch Errichtung einer Staumauer erhöht; dort befindet sich auch ein kleines Elektrizitätswerk. Durch das Ansteigen des Wasserspiegels wurde die kleine Insel inmitten des Lochinvar überflutet, so dass die Ruine der dort stehenden ehemaligen Festung der Gordons of Lochinvar nicht mehr zu sehen ist.
An die Festung erinnert heute eine kleine aus den Steinen der Ruine errichtete Pyramide die folgende Aufschrift trägt: „Lochinvar. Wasserspiegel angehoben 1968. Eine Insel, die heute unter Wasser liegt, war der Standort einer Ruine. Deren Steine wurden genutzt, um diese Steinpyramide zu errichten“ (Lochinvar. Level raised 1968. An island now submerged was the site of a ruin. Stones from which have been used to build this cairn).

## Young Lochinvarals literarische Figur
Lochinvar oder Young Lochinvar ist die Titelfigur eines Gedichts aus dem Epos Marmion von Sir Walter Scott über die Schlacht von Flodden Field im Jahr 1513 zwischen einer sieglosen schottischen Invasionsarmee und der englischen Krone unter James IV., dessen Persönlichkeit Eingang in die britisch-englische Umgangssprache gefunden hat. Das Gedicht stellt den Helden des Gedichts in typisch Scott'scher Erzählform dar: Mittelalterliche Motive mischen sich in romantischer Distanzierung und Ironisierung.
Der Name ist als idiomatische Wendung im britischen Englisch für „sorgloser Held“ oder „Ritter in glänzender Rüstung“ lebendig geblieben und damit literaturhistorisch etwa dem „Rasenden Roland“ (Orlando Furioso) vergleichbar.